# Championnats du monde d'athlétisme jeunesse 2017
Navigation
2015
La 10e et dernière édition des championnats du monde d'athlétisme jeunesse se déroule à Nairobi, au Kenya, du 12 au 16 juillet 2017.
Nairobi était la seule ville candidate. Les compétitions se déroulent au Nyayo National Stadium, situé à Kasarani.
Dès décembre 2016, la Grande-Bretagne, puis au fur et à mesure le Japon, l'Italie, le Canada, la Corée du Sud, l'Australie, la Nouvelle-Zélande, enfin en février 2017, les États-Unis, qui représentent le principal contingent des championnats d'athlétisme, renoncent tour à tour à y participer, pour des raisons de sécurité et sanitaires. C'est donc l'édition avec le moins de nations et le moins de participants au total.
Cette édition est celle qui rapportera le public le plus important dans l'histoire d'une compétition internationale jeune (cadets ou juniors) avec 50,000 spectateurs lors des éditions du soir.

## Résultats

### Hommes
| Épreuves | Or | Argent | Bronze                                                                                                |
| --- | --- | --- | --- |
| 100 m (vent : m/s) | Tshenolo Lemao 10,57 s                                                                                    | Retshidisitswe Mlenga 10,61 s                                                                               | Tyreke Wilson 10,65 s                                                                                 |
| 200 m (vent : m/s) | Retshidisitswe Mlenga 21,03 s (SB)                                                                        | Tshenolo Lemao 21,12 s (PB)                                                                                 | Luis Brander 21,23 s (PB)                                                                             |
| 400 m | Antonio Watson 46,59 s (PB)                                                                               | Daniel Williams 46,72 s (PB)                                                                                | Colby Jennings 46,77 s (PB)                                                                           |
| 800 m | Melese Nberet 1 min 47 s 12 (WYL)                                                                         | Tolesa Bodena 1 min 47 s 16 (PB)                                                                            | Japhet Toroitich 1 min 47 s 82 (PB)                                                                   |
| 1 500 m | George Manangoi 3 min 47 s 53                                                                             | Abebe Dessassa 3 min 48 s 65 (PB)                                                                           | Belete Mekonen 3 min 50 s 64                                                                          |
| 3 000 m | Selemon Barega 7 min 47 s 16 (PB)                                                                         | Edward Zakayo 7 min 49 s 17 (PB)                                                                            | Stanley Waithaka 7 min 50 s 64 (PB)                                                                   |
| 110 m haies (vent : m/s) | De'Jour Russell 13 s 04 (CR)                                                                              | Lu Hao-Hua 13 s 41                                                                                          | Thomas Wanaverbecq 13 s 55                                                                            |
| 400 m haies | Sokwakhana Zazini 49 s 27                                                                                 | Moitalel Naadokila 52 s 06 (PB)                                                                             | Baptiste Christophe 52 s 21 (PB)                                                                      |
| 2 000 m steeple | Leonard Bett 5 min 32 s 52                                                                                | Cleophas Meyan 5 min 33 s 07                                                                                | Alemu Kitessa 5 min 42 s 10                                                                           |
| 4 × 400 m (mixte) | Brésil Bruno Benedito da Silva Giovana Rosalia dos Santos Jessica Moreira Alison dos Santos 3 min 21 s 71 | Jamaïque Shaquena Foote Anthony Cox Sanique Walker Antonio Watson (Joanne Reid* Tyrese Reid*) 3 min 22 s 23 | Afrique du Sud Gontse Morake Retshidisitswe Mlenga Zenéy van der Walt Sokwakhana Zazini 3 min 24 s 45 |
| 10 km marche | Zhang Yao 41 min 12 s 01 (WYL)                                                                            | Salavat Ilkaïev · 41 min 24 s 17 (PB)                                                                       | Dominic Ndingiti 41 min 25 s 78 (PB)                                                                  |
| Saut en hauteur | Breyton Poole 2,24 m (WYL,PB)                                                                             | Chima Ihenetu 2,14 m (PB)                                                                                   | Vladyslav Lavskyy 2,11 m (PB)                                                                         |
| Saut à la perche | Matthias Orban 5,00 m                                                                                     | Christos Tamanis 4,85 m (PB)                                                                                | Illya Kravchenko 4,70 m (PB)                                                                          |
| Saut en longueur | Maikel Vidal 7,88 m (WYL)                                                                                 | Lester Lescay 7,79 m (PB)                                                                                   | Andreas Samuel Bucsa 7,47 m                                                                           |
| Triple saut | Jordan Díaz 17,30 m (WYB,PB)                                                                              | Frixon David Chila 15,92 m (PB)                                                                             | Arnovis de Jesús Dalmero 15,89 m (PB)                                                                 |
| Lancer du poids | Timo Northoff 20,72 m (WYL)                                                                               | Mikhail Samuseu 19,99 m                                                                                     | Jonathan de Lacey Lacey 19,93 (PB)                                                                    |
| Lancer du disque | Claudio Romero 64,33 m (WYL)                                                                              | Olexii Kiriline 63,98 m (PB)                                                                                | Morné Brandon 58,34 m                                                                                 |
| Lancer du marteau | Mykhaylo Kokhan 82,31 m                                                                                   | Damneet Singh 74,20 m (PB)                                                                                  | Raphael Winkelvoss 71,78 m                                                                            |
| Lancer du javelot | Liu Zhekai 77,54 m (PB)                                                                                   | Johannes Schlebusch 75,68 m (PB)                                                                            | Song Qingshu 73,64 m                                                                                  |
| Décathlon | Steven Fauvel-Clinch 7559 pts (WYL)                                                                       | Oļegs Kozjakovs 7377 pts (PB)                                                                               | Leo Neugebauer 7204 pts                                                                               |
| Records et Performances - AR : Record continental (area record) - CR : Record des championnats (championship record) - MR : Record du meeting (meet record) - NR : Record national (national record) - OR : Record olympique (olympic record) - PR : Record paralympique (paralympic record) - PB : Record personnel (personal best) - SB : Meilleure performance personnelle de la saison (season's best) - WL : Meilleure performance mondiale de l'année (world leader) - WJR : Record du monde junior (world junior record) - WR : Record du monde (world record) Circonstances et Conditions - DNF : N'a pas terminé (did not finish) - DNS : N'a pas pris le départ (did not start) - DQ : Disqualification (disqualification) - NM : Aucun essai valable enregistré (No Mark) - Q : Qualifié « directement » au prochain tour (ou à la prochaine compétition), lors d'une compétition majeure, grâce au classement ou à la réalisation des minima (automatic qualifier) - q : Qualifié au prochain tour (ou à la prochaine compétition), lors d'une compétition majeure, grâce au repêchage ou à la réalisation de l'une des meilleures performances parmi celles des « non qualifiés directement » (grâce au meilleur temps ou à la meilleure distance par exemple) (secondary qualifier) | | | |

### Femmes
| Épreuves | Or                                   | Argent                               | Bronze                                  |
| --- | ------------------------------------ | ------------------------------------ | --------------------------------------- |
| 100 m (vent : +0,5 m/s) | Mizgin Ay 11 s 62                    | Magdalena Stefanowicz 11 s 62 (PB)   | Kevona Davis 11 s 67                    |
| 200 m (vent : -0,7 m/s) | Talea Prepens 23 s 51 (PB)           | Jaël Bestué 23 s 61 (PB)             | Mizgin Ay 23 s 76 (PB)                  |
| 400 m | Barbora Malíková 52 s 74 (PB)        | Mary Moraa 53 s 31 (PB)              | Giovana Rosália dos Santos 53 s 57 (PB) |
| 800 m | Jackline Wambui 2 min 1 s 46 (WU18L) | Lydia Jeruto Lagat 2 min 2 s 06 (PB) | Hirut Meshesha 2 min 6 s 32             |
| 1 500 m | Lemlem Hailu 4 min 20 s 80           | Sindu Girma 4 min 22 s 14            | Edina Jebitok 4 min 23 s 16             |
| 5 000 m | Abersh Minsewo 9 min 24 s 62         | Emmaculate Chepkirui 9 min 24 s 69   | Yitayish Mekonene 9 min 28 s 46         |
| 100 m haies (vent : +4,1 m/s) | Britany Anderson 12 s 72             | Cyrena Samba-Mayela 12 s 80          | Daszay Freeman 13 s 09                  |
| 400 m haies | Zenéy van der Walt 58 s 23           | Sanique Walker 58 s 27               | Gisèle Wender 59 s 17 (PB)              |
| 2 000 m steeple | Caren Chebet 6 min 24 s 80 (WU18L)   | Mercy Chepkurui 6 min 26 s 10 (PB)   | Etalemahu Sintayehu 6 min 35 s 79       |
| 5000 m marche | Glenda Morejón 22 min 32 s 30        | Meryem Bekmez 22 min 32 s 79         | Elvira Khassanova · 22 min 35 s 72      |
| Saut en hauteur | Yaroslava Mahuchikh 1,92 m (CR)      | Martyna Lewandowska 1,82 m           | Lavinja Jürgens 1,79 m (SB)             |
| Saut à la perche | Niu Chunge 4,20 m (PB)               | Leni Freyja Wildgrube 4,15 m (PB)    | Anna Airault 4,10 m (PB)                |
| Saut en longueur | Gong Luying 6,37 m (PB)              | Lea-Sophie Klik 6,30 m               | Diane Mouillac 6,28 m (PB)              |
| Triple saut | Tan Qiujiao 13,64 m (WU18L)          | Aleksandra Nacheva 13,54 m (PB)      | Zulia Hernández 13,29 m (PB)            |
| Lancer du poids | Selina Dantzler 17,64 m              | Yu Tianxiao 17,62 m (PB)             | Sun Yue 17,59 m (PB)                    |
| Lancer du disque | Silinda Morales 52,89 m              | Leia Braunagel 51,29 m               | Liu Quantong 50,10 m                    |
| Lancer du marteau | Amanda Almendáriz 71,12 m (WU18L)    | Yaritza Martínez 69,75 m             | Katsiaryna Valadkevich 68,17 m          |
| Lancer du javelot | Marisleisys Duarthe 62,92 m (CR)     | Cai Qing 57,01 m                     | Dai Qianqian 54,96 m                    |
| Heptathlon | María Vicente 5 612 pts              | Johanna Seibler 5 602 pts            | Urtė Bačianskaitė 5 467 pts             |
| Records et Performances - AR : Record continental (area record) - CR : Record des championnats (championship record) - MR : Record du meeting (meet record) - NR : Record national (national record) - OR : Record olympique (olympic record) - PR : Record paralympique (paralympic record) - PB : Record personnel (personal best) - SB : Meilleure performance personnelle de la saison (season's best) - WL : Meilleure performance mondiale de l'année (world leader) - WJR : Record du monde junior (world junior record) - WR : Record du monde (world record) Circonstances et Conditions - DNF : N'a pas terminé (did not finish) - DNS : N'a pas pris le départ (did not start) - DQ : Disqualification (disqualification) - NM : Aucun essai valable enregistré (No Mark) - Q : Qualifié « directement » au prochain tour (ou à la prochaine compétition), lors d'une compétition majeure, grâce au classement ou à la réalisation des minima (automatic qualifier) - q : Qualifié au prochain tour (ou à la prochaine compétition), lors d'une compétition majeure, grâce au repêchage ou à la réalisation de l'une des meilleures performances parmi celles des « non qualifiés directement » (grâce au meilleur temps ou à la meilleure distance par exemple) (secondary qualifier) |                                      |                                      |                                         |

## Tableau des médailles
| Rang | Nation                           | Or | Argent | Bronze | Total |
| ---- | -------------------------------- | -- | ------ | ------ | ----- |
| 1    | Afrique du Sud                   | 5  | 3      | 3      | 11    |
| 1    | Chine                            | 5  | 2      | 4      | 11    |
| 3    | Cuba                             | 5  | 2      | 1      | 8     |
| 4    | Kenya                            | 4  | 7      | 4      | 15    |
| 5    | Éthiopie                         | 4  | 3      | 5      | 12    |
| 6    | Allemagne                        | 3  | 5      | 5      | 13    |
| 7    | Jamaïque                         | 3  | 2      | 3      | 8     |
| 8    | France                           | 2  | 1      | 4      | 7     |
| 9    | Ukraine                          | 2  | 1      | 2      | 5     |
| 10   | Turquie                          | 1  | 1      | 1      | 3     |
| 11   | Espagne                          | 1  | 1      | 0      | 2     |
| 11   | Équateur                         | 1  | 1      | 0      | 2     |
| 13   | Brésil                           | 1  | 0      | 1      | 2     |
| 14   | Tchéquie                         | 1  | 0      | 0      | 1     |
| 14   | Chili                            | 1  | 0      | 0      | 1     |
| 16   | Pologne                          | 0  | 2      | 0      | 2     |
| 17   | Athlètes olympiques indépendants | 0  | 1      | 1      | 2     |
| 17   | Biélorussie                      | 0  | 1      | 1      | 2     |
| 19   | Taipei chinois                   | 0  | 1      | 0      | 1     |
| 19   | Lettonie                         | 0  | 1      | 0      | 1     |
| 19   | Inde                             | 0  | 1      | 0      | 1     |
| 19   | Chypre                           | 0  | 1      | 0      | 1     |
| 19   | Bulgarie                         | 0  | 1      | 0      | 1     |
| 19   | Guyana                           | 0  | 1      | 0      | 1     |
| 25   | Roumanie                         | 0  | 0      | 1      | 1     |
| 25   | Îles Turques-et-Caïques          | 0  | 0      | 1      | 1     |
| 25   | Colombie                         | 0  | 0      | 1      | 1     |
| 25   | Lituanie                         | 0  | 0      | 1      | 1     |
|      | Total                            | 39 | 39     | 39     | 117   |